# Championnat de Colombie de football 1985
Navigation
Saison précédente Saison suivante
La saison 1985 du Championnat de Colombie de football est la trente-huitième édition du championnat de première division professionnelle en Colombie. Les quatorze meilleures équipes du pays disputent le championnat qui se déroule en trois phases :
- le Tournoi Ouverture (Copa de la Paz) voit les équipes réparties en deux poules de sept. Les deux premiers de chaque groupe se qualifient pour l'Octogonal ;
- lors du tournoi Clôture (Torneo Nacional), les équipes sont regroupées au sein d'une poule unique où elles s'affrontent deux fois, à domicile et à l'extérieur. Les quatre premiers du classement final se qualifient pour l'Octogonal, la phase finale nationale. À l'issue de cette phase, il n'y a ni promotion, ni relégation ;
- l'Octogonal est la poule unique comportant les huit qualifiés qui s'affrontent à nouveau deux fois, à domicile et à l'extérieur. L'équipe terminant en tête est sacrée championne et se qualifie pour la prochaine édition de la Copa Libertadores en compagnie de son dauphin.

C'est le club de l'América de Cali, triple tenant du titre, qui remporte à nouveau la compétition, après avoir terminé en tête de l'Octogonal, devant l'autre club de la ville de Cali, le Deportivo et le CD Los Millonarios. C'est le cinquième titre de champion de l'histoire du club, qui devient le premier à réussir le quadruplé depuis la série des Millonarios entre 1961 et 1964.

## Les clubs participants
| - Independiente Santa Fe - CD Los Millonarios - Deportes Tolima - Atlético Bucaramanga - Once Caldas - Independiente Medellin - Unión Magdalena | - Atlético Nacional - Deportivo Pereira - América de Cali - Cucuta Deportivo - Deportes Quindio - Deportivo Cali - Atlético Junior |

## Compétition
Le barème utilisé pour établir l'ensemble des classements est le suivant :
- Victoire : 2 points
- Match nul : 1 point
- Défaite : 0 point

### Tournoi Ouverture
Groupe A :
| Rang | Équipe                 | Pts | J  | G | N | P | Bp | Bc | Diff |
| ---- | ---------------------- | --- | -- | - | - | - | -- | -- | ---- |
| 1    | Independiente Medellín | 17  | 14 | 5 | 7 | 2 | 13 | 12 | +1   |
| 2    | Deportivo Cali         | 16  | 14 | 6 | 4 | 4 | 13 | 9  | +4   |
| 3    | CD Los Millonarios     | 16  | 14 | 5 | 6 | 3 | 15 | 12 | +3   |
| 4    | Atlético Bucaramanga   | 15  | 14 | 5 | 5 | 4 | 26 | 21 | +5   |
| 5    | Unión Magdalena        | 13  | 14 | 4 | 5 | 5 | 13 | 14 | -1   |
| 6    | Deportivo Pereira      | 12  | 14 | 2 | 8 | 4 | 18 | 19 | -1   |
| 7    | Deportes Tolima        | 10  | 14 | 1 | 8 | 5 | 11 | 21 | -10  |

Groupe B :
| Rang | Équipe                 | Pts | J  | G | N | P | Bp | Bc | Diff |
| ---- | ---------------------- | --- | -- | - | - | - | -- | -- | ---- |
| 1    | Atlético Junior        | 20  | 14 | 9 | 2 | 3 | 31 | 14 | +17  |
| 2    | América de CaliT       | 18  | 14 | 7 | 4 | 3 | 19 | 12 | +7   |
| 3    | Atlético Nacional      | 16  | 14 | 7 | 2 | 5 | 19 | 14 | +5   |
| 4    | Once Caldas            | 15  | 14 | 5 | 5 | 4 | 15 | 18 | -3   |
| 5    | Independiente Santa Fe | 10  | 14 | 2 | 6 | 6 | 22 | 26 | -4   |
| 6    | Deportes Quindío       | 9   | 14 | 3 | 3 | 8 | 13 | 22 | -9   |
| 7    | Cúcuta Deportivo       | 9   | 14 | 2 | 5 | 7 | 10 | 24 | -14  |

Barrage de bonus :
Les premiers de groupe s'affrontent pour la répartition des bonus lors de l'Octogonal. Le gagnant reçoit un point, le perdant 0.75 point. Les deuxièmes de groupe en font de même avec un demi-point pour le vainqueur et 0.25 point pour le vaincu.
| Équipe 1        | Résultat | Équipe 2               |
| --------------- | -------- | ---------------------- |
| Atlético Junior | 2 - 0    | Independiente Medellin |
| América de Cali | 4 - 3    | Deportivo Cali         |

### Tournoi Clôture
| Rang | Équipe                 | Pts | J  | G  | N  | P  | Bp | Bc | Diff |
| ---- | ---------------------- | --- | -- | -- | -- | -- | -- | -- | ---- |
| 1    | América de CaliT       | 38  | 26 | 16 | 6  | 4  | 38 | 18 | +20  |
| 2    | Deportivo Cali         | 36  | 26 | 12 | 12 | 2  | 36 | 17 | +19  |
| 3    | Atlético Nacional      | 30  | 26 | 12 | 6  | 8  | 43 | 30 | +13  |
| 4    | Deportes Quindío       | 29  | 26 | 11 | 7  | 8  | 30 | 33 | -3   |
| 5    | Unión Magdalena        | 29  | 26 | 10 | 9  | 7  | 39 | 28 | +11  |
| 6    | CD Los Millonarios     | 29  | 26 | 10 | 9  | 7  | 41 | 39 | +2   |
| 7    | Deportes Tolima        | 27  | 26 | 9  | 9  | 8  | 25 | 22 | +3   |
| 8    | Independiente Medellín | 26  | 26 | 10 | 6  | 10 | 39 | 32 | +7   |
| 9    | Deportivo Pereira      | 26  | 26 | 9  | 8  | 9  | 40 | 38 | +2   |
| 10   | Atlético Bucaramanga   | 25  | 26 | 9  | 7  | 10 | 39 | 39 | 0    |
| 11   | Atlético Junior        | 22  | 26 | 9  | 4  | 13 | 37 | 33 | +4   |
| 12   | Once Caldas            | 20  | 26 | 7  | 6  | 13 | 23 | 37 | -14  |
| 13   | Independiente Santa Fe | 16  | 26 | 6  | 4  | 16 | 28 | 52 | -24  |
| 14   | Cúcuta Deportivo       | 11  | 26 | 3  | 5  | 18 | 22 | 62 | -40  |

|  | Qualification pour l'Octogonal acquise depuis le tournoi Ouverture |
|  | Qualification pour l'Octogonal par le biais du classement          |

- Les quatre premiers du classement obtiennent respectivement 1, 0.75, 0.5 et 0.25 point de bonus.

### Octogonal
| Rang | Équipe                 | Pts   | J  | G | N | P | Bp | Bc | Diff |
| ---- | ---------------------- | ----- | -- | - | - | - | -- | -- | ---- |
| 1    | América de CaliT       | 20.50 | 14 | 9 | 1 | 4 | 22 | 14 | +8   |
| 2    | Deportivo Cali         | 20    | 14 | 8 | 3 | 3 | 22 | 8  | +14  |
| 3    | CD Los Millonarios     | 18    | 14 | 7 | 4 | 3 | 27 | 18 | +9   |
| 4    | Atlético Junior        | 17    | 14 | 5 | 6 | 3 | 20 | 17 | +3   |
| 5    | Independiente Medellín | 13.75 | 14 | 4 | 5 | 5 | 22 | 20 | +2   |
| 6    | Atlético Nacional      | 13.50 | 14 | 6 | 1 | 7 | 13 | 24 | -11  |
| 7    | Unión Magdalena        | 7     | 14 | 2 | 3 | 9 | 16 | 27 | -11  |
| 8    | Atlético Bucaramanga   | 7     | 14 | 2 | 3 | 9 | 20 | 34 | -14  |

|  | Qualification pour la Copa Libertadores 1986 |

## Bilan de la saison
| Championnat de Colombie de football 1985 |                            |
| Champion                                 | América de Cali (5e titre) |
| Qualifications continentales             |                            |
| Copa Libertadores 1986                   | América de Cali            |
| Copa Libertadores 1986                   | Deportivo Cali             |
| Promotions et relégations                |                            |
| Promus en Primera A                      | Aucun                      |
| Relégués en Primera B                    | Aucun                      |